# Raúl Cárdenas
Raúl Cárdenas de la Vega (Cidade do México, 30 de outubro de 1928 – Cuernavaca, 25 de março de 2016) foi um futebolista e treinador de futebol mexicano que atuava como zagueiro.

## Carreira

### Clubes
Em clubes, defendeu Real Club España, Chivas Guadalajara, Marte, Puebla e Zacatepec, onde jogou até 1965, quando encerrou a carreira aos 36 anos.

## Seleção
Pela Seleção Mexicana, Cárdenas disputou as Copas de 1954, 1958 e 1962. tendo jogado 37 partidas por La Tri, marcando um gol.

## Como treinador
Virou treinador em 1966, dirigindo o Cruz Azul até 1975. Em paralelo às funções na agremiação, comandou a seleção de seu país na Copa de 1970. Treinaria ainda o América entre 1975 e 1978, e voltaria a comandar a seleção mexicana entre 1979 e 1981. Encerrou sua carreira no futebol em 1998, dirigindo o Puebla.
El Rojo (ou Güero), como era conhecido, faleceu em 25 de março de 2016, aos 87 anos.